# Crox Acuña
Crox Ernesto Acuña Rodriguez (Maracay, 23 juni 1990) is een Venezolaanse zwemmer. In zowel 2008 als 2012 vertegenwoordigde hij zijn land tijdens de Olympische Zomerspelen. Op de Spelen van 2012 kwalificeerde hij zich met Venezuela voor de 4x100 meter vrije slag bij de mannen. Ze behaalden de 15e en laatste plaats.

## Carrière
Bij zijn internationale debuut, op de wereldkampioenschappen zwemmen 2007 in Melbourne, werd Acuña uitgeschakeld in de series van zowel de 50 als de 200 meter vrije slag. Samen met Luis Rojas, Octavio Alesi en Albert Subirats strandde hij in de series van de 4x100 meter vrije slag. Op de Pan-Amerikaanse Spelen 2007 in Rio de Janeiro werd de Venezolaan uitgeschakeld in de halve finales van de 200 meter vrije slag. Op de 4x100 meter vrije slag veroverde hij samen met Albert Subirats, Octavio Alesi en Luis Rojas de bronzen medailles, samen met Jesus Casanova, Alejandro Gomez en Albert Subirats eindigde hij als vijfde op de 4x200 meter vrije slag.
Tijdens de Olympische Zomerspelen van 2008 in Peking strandde Acuña in de series van de 200 meter vrije slag.
In Rome nam de Venezolaan deel aan de wereldkampioenschappen zwemmen 2009. Op dit toernooi werd hij uitgeschakeld in de series van zowel de 50 als de 200 meter vrije slag. Op de 4x100 meter vrije slag strandde hij samen met Octavio Alesi, Roberto Gomez en Albert Subirats in de series, samen met Daniele Tirabassi, Robert en Alejandro Gomez werd hij uitgeschakeld in de series van de 4x200 meter vrije slag.
Op de wereldkampioenschappen zwemmen 2011 in Shanghai strandde Acuña in de series van de 100 meter vrije slag. Op de 4x100 meter vrije slag werd hij samen met Octavio Alesi, Daniele Tirabassi en Cristian Quintero, samen met Daniele Tirabassi, Ricardo Monasterio en Cristian Quintero strandde hij in de series van de 4x200 meter vrije slag. Tijdens de Pan-Amerikaanse Spelen 2011 in Guadalajara werd de Venezolaan uitgeschakeld in de series van de 100 meter vrije slag. Op de 4x100 meter vrije slag legde hij samen met Octavio Alesi, Cristian Quintero en Albert Subirats beslag op de bronzen medaille, samen met Daniele Tirabassi, Cristian Quintero en Marcos Lavado sleepte hij de bronzen medaille in de wacht op de 4x200 meter vrije slag.
In Londen nam Acuña deel aan de Olympische Zomerspelen 2012, op dit toernooi strandde hij samen met Cristian Quintero, Octavio Alesi en Marcos Lavado in de series van de 4x100 meter vrije slag.

## Belangrijkste resultaten
| Jaar | Olympische Spelen     | WK langebaan                                                                       | WK kortebaan  | Pan-Ams                                                       |
| ---- | --------------------- | ---------------------------------------------------------------------------------- | ------------- | ------------------------------------------------------------- |
| 2007 |                       | 67e 50m vrije slag 54e 200m vrije slag 14e 4x100m vrije slag                       |               | 9e 200m vrije slag · 4x100m vrije slag · 5e 4x200m vrije slag |
| 2008 | 42e 200m vrije slag   |                                                                                    | geen deelname |                                                               |
| 2009 |                       | 60e 50m vrije slag 48e 200m vrije slag 16e 4x100m vrije slag 16e 4x200m vrije slag |               |                                                               |
| 2010 |                       |                                                                                    | geen deelname |                                                               |
| 2011 |                       | 40e 100m vrije slag 14e 4x100m vrije slag 15e 4x200m vrije slag                    |               | 10e 100m vrije slag · 4x100m vrije slag · 4x200m vrije slag   |
| 2012 | 15e 4x100m vrije slag |                                                                                    | geen deelname |                                                               |

## Persoonlijke records
Bijgewerkt tot en met 9 april 2011
Kortebaan
| Afstand         | Tijd    | Datum            | Plaats                |
| --------------- | ------- | ---------------- | --------------------- |
| 50m vrije slag  | 22,49   | 29 november 2009 | Castellón de la Plana |
| 100m vrije slag | 48,60   | 27 november 2009 | Castellón de la Plana |
| 200m vrije slag | 1.47,24 | 9 april 2011     | Sabadell              |

Langebaan
| Afstand         | Tijd    | Datum        | Plaats |
| --------------- | ------- | ------------ | ------ |
| 50m vrije slag  | 23,13   | 31 juli 2009 | Rome   |
| 100m vrije slag | 49,95   | 26 juli 2009 | Rome   |
| 200m vrije slag | 1.50,08 | 27 juli 2009 | Rome   |